# Friedrich Zimmermann
Friedrich Zimmermann (1855 - 1928) va ser un botànic, micòleg alemany.
Zimmermann va treballar amb Hermann Poeverlein (1874–1957); i amb W. Voigtländer com a editors de Flora exsiccata rhenana.

## Algunes publicacions
- 1907-1911. Die Adventiv- und Ruderalflora von Mannheim, Ludwigshafen und der Pfalz.. 2ª ed. 1911